# 耶律弘古 (胡笃堇)
耶律弘古（？—1043年），一名洪古。字胡笃堇，辽朝官员，耶律化哥的弟弟。

## 生平
辽圣宗統和年間，耶律弘古官至順義軍節度使，入京在朝中担任北面林牙。太平元年（1021年）被加授同政事門下平章事的头衔。出京担任彰国軍節度使，兼山北道兵馬都部署。后来转任武定軍節度使。太平六年（1026年），担任惕隐。他和哥哥征討阻卜有功。辽圣宗曾经刺破臂部出血和耶律弘古結盟为友，对耶律弘古礼遇特别优厚。耶律弘古担任南府宰相，后来转任上京留守。辽兴宗重熙六年（1037年）转任南院大王。重熙十二年（1043年），被加授于越的头衔。辽兴宗同情他的劳累，再任命他为武定軍節度使，去世后，辽兴宗亲自祭奠。

## 延伸阅读
[在维基数据编辑]
 《遼史·卷95》，出自脱脱《遼史》